# Unió Asturianista
Unió Asturianista és una iniciativa política sorgida en Astúries al novembre de 2004 per a aglutinar sota unes mateixes sigles a les forces regionalistes i nacionalistes d'Astúries. Compte amb la participació del Partíu Asturianista (PAS) i la Unió Renovadora Asturiana (URAS). La seva presidència està formada pels líders d'ambdós partits, Xuan Xosé Sánchez Vicente del PAS i Sergio Marqués del URAS (qui fou President del Principat, com a militant del Partit Popular, fins que va abandonar la disciplina d'aquest partit nacional, del que va ser expulsat). El candidat a la presidència autonòmica s'anirà alternant entre els dos, corresponent la candidatura en la circumscripció central per a les eleccions autonòmiques de 2007 a URAS, que va presentar a Sergio Marqués. D'igual forma s'han realitzat candidatures alternes en els concejos en els quals concorri a les eleccions locals.
A les eleccions locals, la coalició va obtenir 11.527 vots (1,95%) i 11 regidors. En les autonòmiques 13.338 vots (2,2%), sense aconseguir cap escó, faltant-li 2500 vots en la circumscripció central per a aconseguir-lo.
La coalició amb no es va renovar per a les eleccions de 2013.